# (16711) Ка-Дар
(16711) Ка-Дар (лат. Ka-Dar) — типичный астероид главного пояса, который был открыт 26 сентября 1995 года российским астрономом-любителем Тимуром Крячко на Зеленчукской станции и назван в честь обсерватории Ка-Дар — первой частной публичной обсерватории в России (c. Кузьминское, Подмосковье), занимающейся популяризацией научных астрономических исследований среди любителей астрономии.

Орбита астероида Ка-Дар и его положение в Солнечной системе